# Maximilian Steins
Maximilian Steins (* 20. Februar 1889 in Köln; † 14. Mai 1972 ebenda) war ein deutscher römisch-katholischer Priester. Er wirkte von 1929 bis 1965 als Pfarrer in Frimmersdorf. Er hinterließ eine handgeschriebene Chronik, die 2005 von Jan-Wellem Euwens ediert wurde und eine wichtige lokalgeschichtliche Quelle darstellt.
Steins wurde am 2. März 1912 zum Priester geweiht und hatte in der Folge verschiedene Stellen inne. Als Kaplan war er zuerst in Bödingen (Siegkreis) tätig, 1916 in Hochdahl, 1918 in Düsseldorf (St. Suitbertus) und ab 1924 als Rektor am Invalidenhaus in Köln.
Der Kölner Erzbischof Karl Joseph Schulte hatte ihn am 16. Juli 1929 zum Nachfolger ernannt und so wurde er in der Nachfolge des verstorbenen Pastors Albert Elkemann Pfarrer in Frimmersdorf, wo er bis 1965 blieb. Seinen Lebensabend verbrachte er in Köln, wo er 1972 verstarb.

## Die Chronik des Pfarrers 1929 bis 1959
Die Chronik wurde von Maximilian Steins handschriftlich verfasst und berichtet über die Zeit zwischen 1929 und 1959. Es handelt sich um einen paginierten Breitoktavband. Die ersten acht Seiten sind heute verloren. Die noch erhaltenen Seiten wurden 2005 von Jan-Wellem Euwens im Band 16 der Beiträge zur Geschichte der Stadt Grevenbroich ediert.